# ビル・スミスソン
ビル・スミスソン（William "Bill" Smithson、1950年5月31日 - 2013年3月21日）は、アメリカ合衆国のプロレスラー。テネシー州ナッシュビル出身。生年は1957年ともされた。
ムーンドッグ・スパイク（Moondog Spike）のリングネームで知られ、地元のテネシーを主戦場にヒールのラフファイターとして活動した。

## 来歴
トージョー・ヤマモトのトレーニングを受け、1978年にデビュー。本名のビル・スミスソン名義で地元テネシーのNWAミッドアメリカおよびCWAにおいて、トミー・リッチ、リッキー・モートン、ロバート・ギブソン、ポール・エラリング、スティーブ・リーガル、ファビュラス・ワンズなどメインイベンターのジョバーを務めながら下積みを重ねた。
1986年、ディジー・ゴールデン（Dizzy Golden）と名乗り、テキサス州サンアントニオのテキサス・オールスター・レスリングにおいて、マイク・ゴールデンとの兄弟ギミックのタッグチームで活動。同年8月10日、アイスマン・キング・パーソンズ&タイガー・コンウェイ・ジュニアの黒人コンビを破り、USAタッグ王座を獲得した。
1987年、ザ・ムーンドッグスのムーンドッグ・スパイク（Moondog Spike）に変身し、10月にムーンドッグ・スポットのパートナーとして全日本プロレスに初来日。ザ・グレート・カブキ&マイティ井上、ジョン・テンタ&タイガーマスクなどのチームをはじめ、ブルーザー・ブロディと組んでの6人タッグマッチではジャンボ鶴田や輪島大士とも対戦した。
その後はニューイングランドのインディー団体ICW（インターナショナル・チャンピオンシップ・レスリング）に参戦し、1987年12月28日にスポットとのムーンドッグスでICWタッグ王座を奪取。1988年にはシングルタイトルのICWヘビー級王座も獲得している。
1991年末より、CWAの後継団体であるメンフィスのUSWAに定着。以降、スポットおよび新メンバーのムーンドッグ・クージョと組んで、USWA世界タッグ王座を再三獲得した。彼らとジェリー・ローラー&ジェフ・ジャレットの王座を巡る抗争劇は、プロレスリング・イラストレーテッドの1992年における "Feud of the Year" にも選定された。
1993年11月には、当時USWAから外国人を招聘していたW★INGプロモーションにムーンドッグ・スプラットとのコンビで来日、ザ・ヘッドハンターズや邪道&外道と対戦した。USWAには1994年11月まで出場を続け、ジョン・クローナス&ペリー・サターンのジ・イリミネーターズとも対戦している。
USWA離脱後にセミリタイアし、1996年4月6日にはIWAミッドサウスのイベントに出場。1998年2月7日には地元ナッシュビルのMCW（ミュージック・シティ・レスリング）において、フラッシュ・フラナガンやブリックハウス・ブラウンと6人タッグマッチで対戦した。以降も2011年まで、各地のインディー団体に単発的に出場していた。
2013年3月21日、テネシー州ホワイトハウスにおいて、62歳で死去。

## 獲得タイトル
ユナイテッド・ステーツ・レスリング・アソシエーション
- USWA世界タッグ王座：5回（w / ムーンドッグ・スポット×3、ムーンドッグ・クージョ×2）[11]

インターナショナル・チャンピオンシップ・レスリング
- ICWヘビー級王座：1回[10]
- ICWタッグ王座：2回（w / ムーンドッグ・スポット、ダンジョン・マスター）[9]

テキサス・オールスター・レスリング
- USAタッグ王座：2回（w / マイク・ゴールデン）[8]